# Michael Chacón
Michael Chacon Ibarguen est un footballeur néerlandais d'origine colombienne né le 11 avril 1994 à Palmira. Il évolue au poste de milieu de terrain au HB Køge.

## Palmarès

### En équipe nationale
- Pays-Bas -17 ans
  - Vainqueur du championnat d'Europe des moins de 17 ans en 2011